# Isatosäureanhydrid
Isatosäureanhydrid ist eine chemische Verbindung aus der Gruppe der Stickstoff-Sauerstoff-Heterocyclen mit Ketogruppe.

## Gewinnung und Darstellung
Isatosäureanhydrid kann durch Einleiten von Phosgen in eine Lösung von Anthranilsäure in wässriger Salzsäure gewonnen werden. Diese Synthese wurde erstmals 1899 von Erdmann ausgeführt. Die erste Synthese erfolgte 1883 von Paul Friedlaender.

## Eigenschaften
Isatosäureanhydrid ist ein brennbarer feuchtigkeitsempfindlicher beiger geruchloser Feststoff, der sehr schwer löslich in Wasser ist. Er zersetzt sich bei Erhitzung über 350 °C.

## Verwendung
Isatosäureanhydrid ist ein Zwischenprodukt für unterschiedliche Anwendungen. Es wird in Coatings eingesetzt und dient als Ausgangsstoff für Agro-Wirkstoffe.